# Cyrtarachne hubeiensis
Cyrtarachne hubeiensis är en spindelart som beskrevs av Yin och Zhao 1994. Cyrtarachne hubeiensis ingår i släktet Cyrtarachne och familjen hjulspindlar. Inga underarter finns listade i Catalogue of Life.